# Jacqui Smith
Jacqueline Jill "Jacqui" Smith (født 3. november 1962 i Malvern, Worcestershire, England) er en britisk politiker fra Labour. Hun var indenrigsminister i 2007–2009. 
Jacqui Smith var den første kvinde, der blev britisk indenrigsminister, og hun var den tredje kvinde, der blev udnævnt til én af de fire store ministerposter. Tidligere havde Margaret Thatcher været premierminister i 1979–1990, og Margaret Beckett havde været udenrigsminister i 2006–2007.

## Medlem af Underhuset
Jacqui Smith var medlem af Underhuset fra 1997 til 2010. Hun repræsenterede Redditch i Worcestershire i West Midlands, England.

## Viceminister og indpisker
Jacqui Smith viceminister for sundhed i 2001–2003. 
Jacqui Smith var viceminister for kvinder i 2003–2005. Hun var viceminister for skoler i 2005–2006.
I  2006–2007 var hun chefindpisker og parlamentarisk sekretær i finansministeriet. 

## Indenrigsminister
Jacqui Smith var indenrigsminister i 2007–2009.